# Adelquis Remón Gay
Adelquis Remón Gay (* 21. Januar 1949 in Cuatro Caminos-La Caridad, heute zur Municipio Rafael Freyre, Kuba gehörend; † 15. November 1992 am Berg Pico Isabel de Torres bei Puerto Plata, Dominikanische Republik) war ein kubanischer Schachspieler.
Das Schachspielen lernte er in der Schachakademie von Holguín. 1978 durfte er Kuba beim Zonenturnier in Ecuador vertreten. Er erreichte den zweiten Platz in seiner Gruppe mit fünf Siegen, sechs Remispartien und einer Niederlage und erhielt dafür den Titel Internationaler Meister. Er nahm von 1976 bis 1992 regelmäßig am Capablanca-Memorial teil, das er im Mai 1990 in Havanna bei der 23. Auflage dieses Turniers gewinnen konnte. Hierbei erreichte er eine Großmeister-Norm. Seine höchste Elo-Zahl hatte er mit 2470 im Januar 1991.
Beim Rückflug von seinem dritten internationalen Turnier verunglückte er bei einem Flugzeugabsturz auf dem Weg zurück nach Kuba. Er hatte an einem Schachturnier des ISLA (Instituto Superior Latinoamericano de Ajedrez) in Santo Domingo in der Dominikanischen Republik teilgenommen. Beim Rückflug zerschellte die Chartermaschine am Berg Pico Isabel de Torres vor einer Zwischenlandung beim Landeanflug auf den Flughafen Puerto Plata. Insgesamt 34 Menschen kamen ums Leben. Zu seinen Ehren wird jährlich in Holguín ein Schachturnier ausgetragen.